# Comuna Harkivți, Lohvîțea
Harkivți (în ucraineană Харківці) este o comună în raionul Lohvîțea, regiunea Poltava, Ucraina, formată din satele Arhîpivka, Harkivți (reședința) și Zapadînți.

## Demografie
Componența lingvistică a comunei Harkivți
     Ucraineană (97,02%)
     Rusă (2,06%)
     Alte limbi (0,8%)
Conform recensământului din 2001, majoritatea populației comunei Harkivți era vorbitoare de ucraineană (97,02%), existând în minoritate și vorbitori de rusă (2,06%).